# Caladenia lyallii
Caladenia lyallii är en orkidéart som beskrevs av Joseph Dalton Hooker. Caladenia lyallii ingår i släktet Caladenia och familjen orkidéer. Inga underarter finns listade i Catalogue of Life.

## Bildgalleri

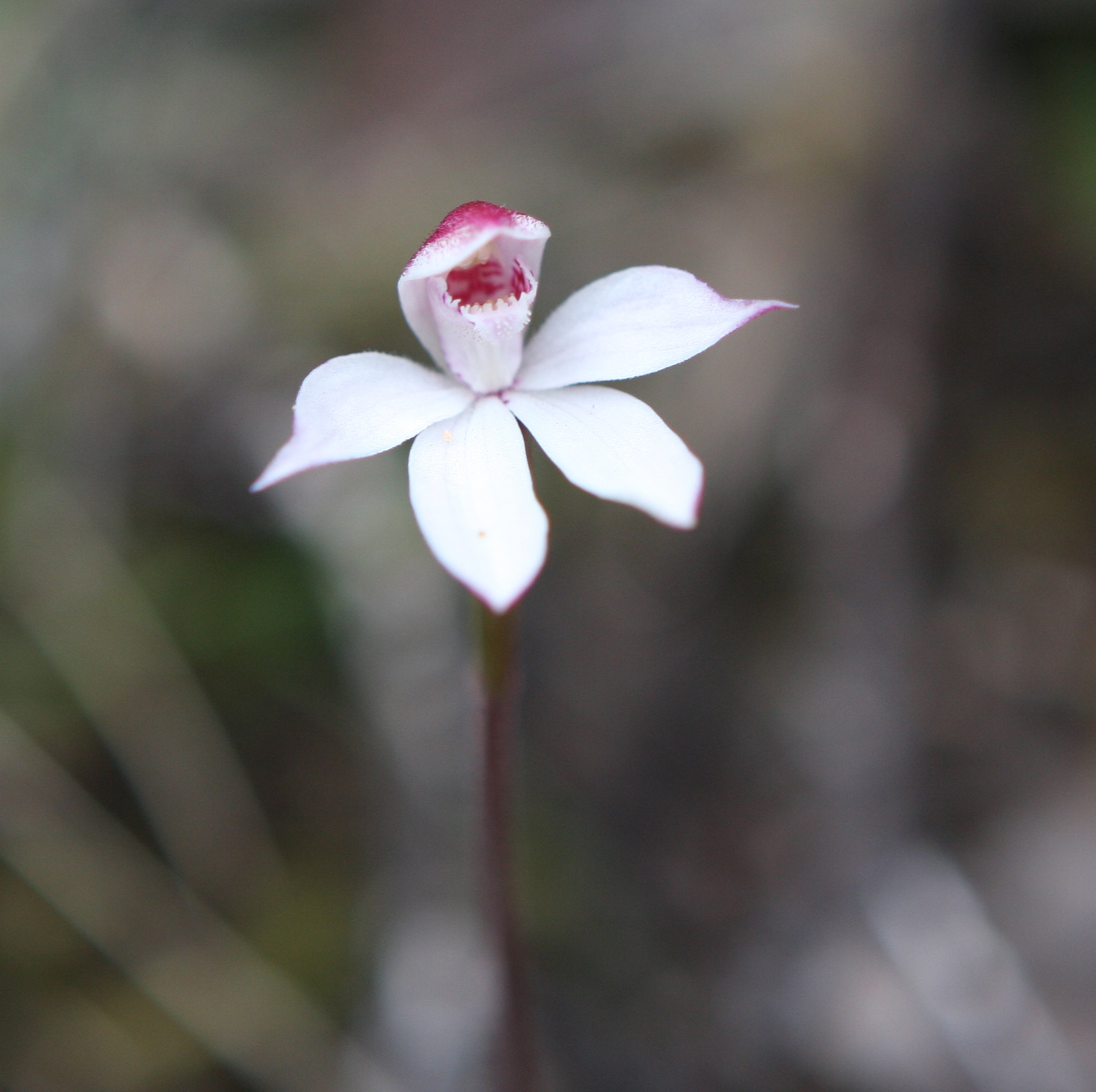